# Botanophila choui
Botanophila choui är en tvåvingeart som beskrevs av Fan, Chen och Ma 2000. Botanophila choui ingår i släktet Botanophila och familjen blomsterflugor.
Artens utbredningsområde är Qinghai (Kina). Inga underarter finns listade i Catalogue of Life.